# Autoserica rufotestacea
Autoserica rufotestacea är en skalbaggsart som beskrevs av Moser 1915. Autoserica rufotestacea ingår i släktet Autoserica och familjen Melolonthidae. Inga underarter finns listade.